# JR西日本KiHa 189系柴聯車
Kiha 189系是西日本旅客鐵道 （JR西日本）的柴聯車，由新潟運輸系統製造，於2010年11月起運用於大阪與鳥取之間的濱風號列車 ，取代車齡已久的日本國鐵KiHa 181系柴聯車。

## 行駛列車
- 濱風號列車
- 琵琶湖特快 （2014年3月起）

## 編成
每組有三節車廂，如下所示。 
| 車廂      | 1             | 2        | 3        |
| --------- | ------------- | -------- | -------- |
| 指定      | Mc2           | M1       | Mc1      |
| 車號      | KiHa 189-1000 | KiHa 188 | KiHa 189 |
| 座位数    | 60            | 56       | 40       |
| 重量（t） | 48.0          | 47.5     | 49.5     |

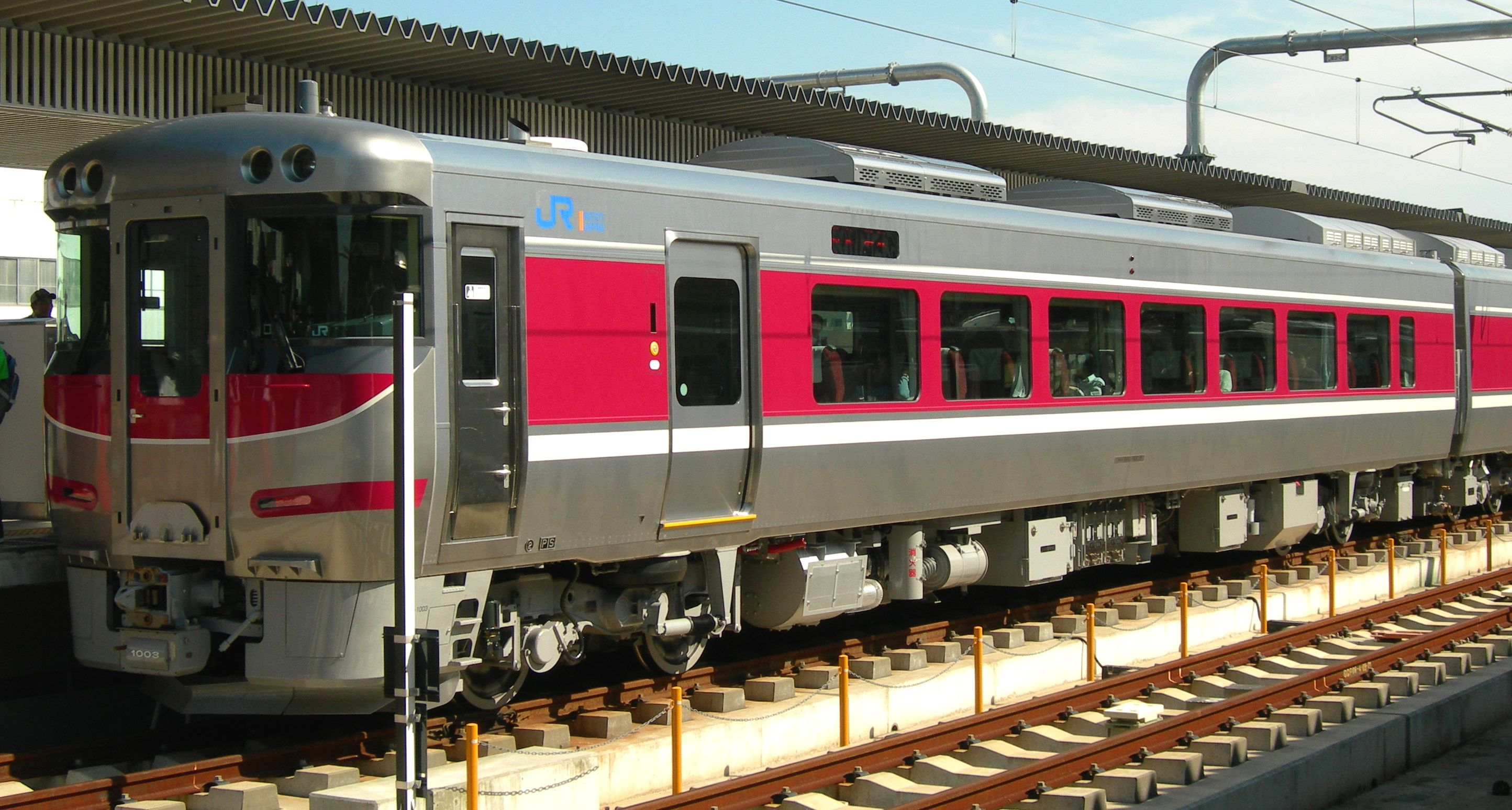
KiHa 189-1000
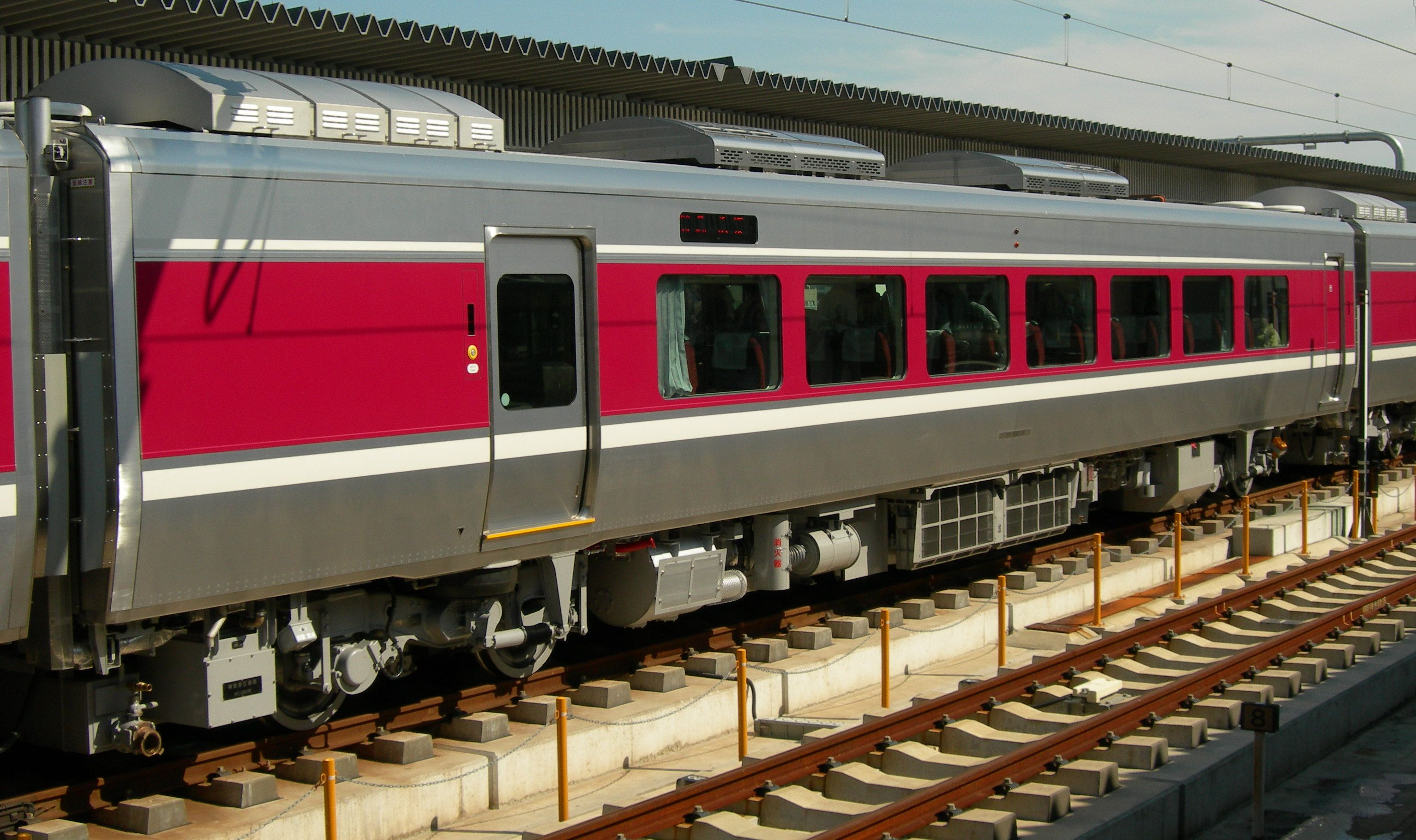
KiHa 188
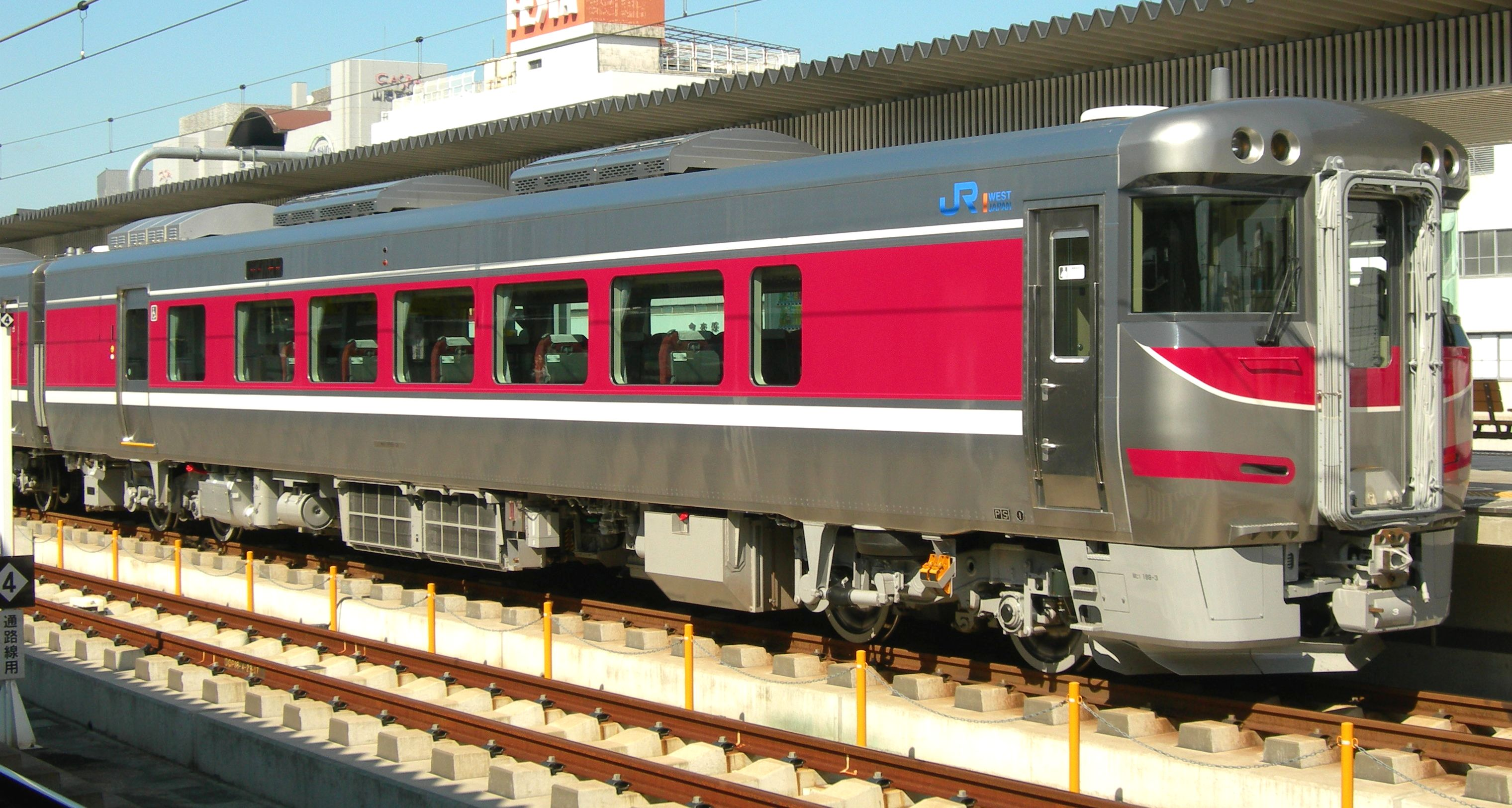
KiHa 189

## 内裝
列車均為標準艙等，每組三輛車廂，總共有156個座位，以標準的2 + 2並排配置，座位間距为970毫米，與較早的181系柴聯車相比，增加了60毫米。

## 歷史
第一組三節車廂于2010年3月19日由新泻運輸系統公司交付至福井車場，并于3月23日开始試運轉。
本型車由2010年11月7日開始正式營運。